# Niğde
Niğde es un distrito y una ciudad situada en el centro de Turquía y capital de la provincia de Niğde. Cuenta con una población de 100.418 habitantes (2007).
La ciudad se encuentra entre las montañas volcánicas de Melandiz, incluido el estratovolcán monte Hasan cercano a la ciudad de Aksaray al norte, y el macizo de Niğde al sureste. El macizo es una colina metamórfica donde existen minas abandonadas de antimonio y hierro. Hay algunas canteras de mármol activas.

## Historia
Se trata de una tierra de cultivo muy rica cerca de la cual pasan varias antiguas rutas comerciales, entre ellas, la ruta de Kayseri (la antigua Caesarea de Capadocia) a las Puertas Cilicias. Entre los colonizadores que ocuparon la región, se encuentran los hititas, los asirios, los griegos, los romanos, los bizantinos y los turcos, estos últimos, a partir de 1166. A principios del siglo XIII, Niğde era una de las ciudades más grandes de Anatolia. Tras la caída del Sultanato de Rüm (Del cual fue una de las ciudades más importantes), Niğde pasó a ser independiente y, según Ibn Battuta, cayó en la ruina. No pasó a manos otomanas hasta la época de Mehmet II.
Entre los inmigrantes más recientes se encuentran los turcos de Bulgaria y otros países de los Balcanes, a quienes trajeron las autoridades turcas en las décadas de los 1950 y los 1960.

## Niğde en la actualidad
La universidad de Niğde abrió sus puertas en 1992 y ha logrado atraer diferentes actividades culturales y sociales a una ciudad que mantiene un ambiente rural. En las poblaciones cercanas, se han construido escuelas y se han abierto nuevas tiendas, entre otros muchos servicios. La ciudad es pequeña y mantiene numerosas zonas verdes alrededor de las casas. La gente es conservadora y religiosa.